# جامعة سليمان ديميريل (تركيا)
جامعة سليمان ديميريل (بالتركية:Süleyman Demirel Üniversitesi - SDÜ) هي جامعة عامة تركية تقع في مدينة إسبرطة التركية. أخذت الجامعة اسمها نسبةً إلى السياسي التركي سليمان ديميريل والذي تولى منصبي رئيس الوزراء ورئيس الدولة سابقاً في تركيا. وقد تأسست الجامعة عام 1992.
تعتبر جامعة سليمان ديميريل أحد أكبر الجامعات في تركيا، حيث يبلغ عدد طلابها نحو 70ألف طالب وطالبة. وتضم الجامعة 11 كلية، فضلاً عن 12 كلية مهنية عليا، وعدد من كليات الدراسات العليا.

## وصلات خارجية
- الموقع الرسمي لجامعة سليمان ديميريل (بالتركية)
- الموقع الرسمي لجامعة سليمان ديميريل (بالإنجليزية)